# 三戶城 (日本)
三戶城（日语：／ Sannohe-jō *）是一座位於日本青森縣三戶郡三戶町梅內的城。又稱為留崎城（留ヶ崎城）。

## 概要
三戶城遺跡位於三戶市街地的中央位置，由馬淵川和熊原川侵蝕形成河階的連郭式山城。二河川形成天然的防護河、周圍是孤立台地，低地與高地差約90公尺，東北方向與西南方向直線長度約1.5公里，北西方向與南東方向直線長度約400公尺。